# Sint-Pietermannen
De Sint-Pietermannen of mannen van de familie van Sint-Pieter (familia S. Petri) waren de leden van het patriciaat van de stad Leuven.
In de vroege middeleeuwen waren de Sint-Pietermannen degenen die tot de naaste omgeving van de collegiale Sint-Pieterskerk behoren, d.w.z. de hoofdkerk van de stad Leuven, gewijd aan de heilige apostel Petrus. De vaak uitgestrekte en afgelegen bezittingen van deze Leuvense instelling werden lokaal door deze initimi geleid, boerderijen gepacht e.d.  Hieraan waren voordelen verbonden, de Sint-Pietermannen konden alleen voor hun eigen rechtbank, in Leuven, gevonnist worden.
Aanvankelijk werd de organisatie van de leidende families ook gekozen uit de Sint-Pietermannen, waarbij lidmaatschap slechts mogelijk was via bloedbanden. Gaandeweg werden de Sint-Pietermannen die binnen Leuven woonden, gerekend tot de organisatie van de "Geslachten". Sinds midden 16de eeuw werden ze - naar analogie met de Brusselse geslachten anders genoemd, namelijk : de zeven geslachten van Leuven.

## Trivia
- De Leuvense carnavalsvereniging heet Orde van de Pietermannen.